# 大田区立馬込第二小学校
大田区立馬込第二小学校（おおたくりつ まごめだいにしょうがっこう）は、東京都大田区南馬込三丁目にある区立小学校。

## 所在地・交通
- 京浜東北線大森駅徒歩14分

## 沿革
- 1930年 - 東京府荏原郡馬込第二尋常小学校として開校。
- 1932年 - 東京府東京市馬込第二尋常小学校に改称。（荏原郡の東京市編入による）
- 1941年 - 東京府東京市馬込第二国民学校に改称。（国民学校令の発布による）
- 1943年 - 東京都馬込第二国民学校に改称。（東京都制の施行による）
- 1947年 - 東京都大田区立馬込第二小学校に改称。（学校教育法の施行による）
- 1954年 - 大田区立梅田小学校開校に伴い、本校より児童160名および教諭3名が転出。